# 9 és 1/2 hét
9 és 1/2 hét  (eredeti címe Nine 1/2 Weeks) 1986-os erotikus filmdráma Adrian Lyne rendezésével. A film főszereplői Mickey Rourke és Kim Basinger. A forgatókönyvet, Elizabeth McNeill azonos című könyve alapján, Sarah Kernochan és Zalman King írta. A filmet jelölték az 1985-ös Golden Raspberry Awards-ra a legrosszabb forgatókönyv és legrosszabb színésznő kategóriákban. Ezen jelölések ellenére a film a nézők között hatalmas sikert aratott, s a jegypénztárakból 100 millió dolláros bevétel folyt be.
A filmnek 1997-ben mutatták be a folytatását a 9 és 1/2 hét 2.-t amely azonban megbukott.

## Cselekmény
A cím a szadomazochista kapcsolat időtartamára utal egy Wall Street-i befektető, John Grey (Mickey Rourke) és egy elvált SoHo-i (New York) galériában dolgozó nő, Elizabeth McGraw (Kim Basinger) között.

## Szereplők
| Szerep              | Színész            | Magyar hangja (1. szinkron) |
| ------------------- | ------------------ | --------------------------- |
| John                | Mickey Rourke      | Szabó Sipos Barnabás        |
| Elizabeth           | Kim Basinger       | Györgyi Anna                |
| Thea                | Christine Baranski |                             |
| Molly               | Margaret Whitton   | Andresz Kati                |
| Harvey              | David Margulies    | Uri István                  |
| Sue                 | Karen Young        |                             |
| Ted                 | William De Acutis  | R. Kárpáti Péter            |
| Farnsworth          | Dwight Weist       | Galgóczi Imre               |
| Sinclair            | Roderick Cook      | Vizy György                 |
| Ügyfél a galériában | Victor Truro       |                             |
| Ágyeladónő          | Justine Johnston   | Kassai Ilona                |

## Érdekességek
- A szexjelenetek kidolgozásánál tanácsadóként közreműködött Ron Jeremy, a korszak legismertebb és legtöbbet foglalkoztatott pornószínésze.